# Français blanc et orange
Français blanc et orange är en hundras från Frankrike. Den är en braquehund och drivande hund för jakt i koppel (pack) på högvilt. Français blanc et orange är besläktad med poitevin och billy. Rasen är resultatet av så moderna korsningar att den ännu inter är helt homogen. 1957 delades de större franska packhundarna in efter färg och om de hade foxhound inkorsat - de senare kallas anglo-français.